# José Joaquim Borges de Azevedo Enes
José Joaquim Borges de Azevedo Enes (Vila do Topo, 13 de fevereiro de 1852 — Lisboa, 1894) foi um magistrado, bacharel em Teologia e Direito pela Universidade de Coimbra (em 1874). Foi juiz no ultramar e presidente do Tribunal da Relação de Goa, no Estado da Índia.

## Biografia
José Joaquim Borges de Azevedo Enes era natural do Topo, ilha de São Jorge, filho de José Joaquim Borges de Azevedo e Silveira e de sua mulher Doroteia Azevedo Enes. Casou com Adelaide Ressano Garcia. Era sobrinho do bispo de Macau, D. Manuel Bernardo de Sousa Enes, e dele protegido.
Concluiu os estudos secundários em Angra do Heroísmo e partiu para Coimbra onde se formou em Teologia e Direito, tendo-se matriculado na Faculdade de Teologia a 10 de outubro de 1867 (ordinário) e na Faculdade de Direito a 2 de novembro de 1868. Formou-se em Teologia a 9 de junho de 1873 e em Direito a 30 de maio de 1874. Conclui assim as formaturas em Direito e Teologia, pela Universidade de Coimbra, quando tinha apenas 22 anos de idade.
Ingressou na magistratura judicial no quadro colonial. Fez a sua carreira no Ultramar, servindo sucessivamente os lugares de delegado da Coroa em Macau, juiz em Quelimane e ascendendo desembargador, foi presidente da Relação de Goa e, posteriormente, da Relação de Luanda. Como presidente da Relação integrou a Junta Governativa do Estado da Índia.
Distinguiu-se pela sua postura, quando se deu a revolta na Zambézia, sendo, por isso, eleito sócio da Sociedade de Geografia de Lisboa.
Faleceu em Lisboa, onde se encontrava de férias, quando já aguardava o seu regresso ao Ultramar.